# آرژیلیه
آرژیلیه (به فرانسوی: Argilliers) یک کمون در فرانسه است که در canton of Remoulins واقع شده‌است. آرژیلیه ۶٫۶۷ کیلومتر مربع مساحت دارد ۵۴ متر بالاتر از سطح دریا واقع شده‌است.